# Julie Andrews
Julie Andrews (pravim imenom Julie Elisabeth Welles, Walton-on-Thames, Engleska, Velika Britanija, 1. listopada 1935.) je engleska glumica i pjevačica. 
Od djetinjstva uči pjevanje, a već u 12. godini prvi put javno nastupa u jednoj londonskoj reviji. Na Broadwayu je debitirala još kao tinejdžerka 1953. godine u mjuziklu The Boy Friend. Uslijedili su mjuzikli My Fair Lady i Camelot, za koje je primila brojne nagrade. Julie Andrews je već bila legenda na Broadwayu kad je 1964. godine debitirala ulogom u filmu Mary Poppins, za koju je nagrađena Oscarom, Zlatnim globusom i nagradom BAFTA. Nominaciju za drugog Oscara, kao i nagradu Zlatni globus, dobila je već godinu dana kasnije za nezaboravnu ulogu Marie Von Trapp u filmu Moje pjesme, moji snovi. Treću nominaciju za Oscara i treći Zlatni globus dobila je za ulogu u filmskom klasiku Victor/Victoria. Godine 1996. vratila se na Broadway kazališnom adaptacijom filma Victor/Victoria.
Poznata je i po televizijskim filmovima, mjuziklima i serijama, za što je također dobila nagradu Emmy. Uoči Nove godine 1999. dobila je od kraljice Elizabete II. odlikovanje Dame of the British Empire, a 2001. godine odana joj je počast gala svečanošću u washingtonskom Kennedy Centru. 

## Izabrana filmografija
- Mary Poppins (1964.)
- Moje pjesme, moji snovi (1965.)
- Victor Victoria (1982.)
- The Princess Diaries (2000.)

## Vanjske poveznice
- Julie Andrews u internetskoj bazi filmova IMDb-u (engl.)
- Julie Andrews - pbs.org   Arhivirana inačica izvorne stranice od 21. travnja 2012. (Wayback Machine)